# Semaine 24
D'après la norme ISO 8601, une semaine débute un lundi et s'achève un dimanche, et une semaine dépend d'une année lorsqu'elle place une majorité de ses sept jours dans l'année en question, soit au moins quatre. Dès lors, la semaine 24 est la semaine du vingt-quatrième jeudi de l'année. Elle suit la semaine 23 et précède la semaine 25 de la même année.
La semaine 24 est pratiquement toujours la semaine du 14 juin, sauf exceptionnellement, dans le cas d'une année bissextile commençant un jeudi.
Elle commence au plus tôt le 7 juin et au plus tard le 14 juin.
Elle se termine au plus tôt le 13 juin et au plus tard le 20 juin.

## Notations normalisées
La semaine 24 dans son ensemble est notée sous la forme W24 pour abréger.
| Jour de la semaine 24 | Notation |
| --------------------- | -------- |
| Lundi                 | W24-1    |
| Mardi                 | W24-2    |
| Mercredi              | W24-3    |
| Jeudi                 | W24-4    |
| Vendredi              | W24-5    |
| Samedi                | W24-6    |
| Dimanche              | W24-7    |

## Cas de figure
| Cas | Le 31 décembre est… | L'année est une année… | Le vingt-quatrième jeudi de l'année tombe… | La semaine 24 débute… | La semaine 24 s'achève… | Premier cas après 2008 |
| --- | ------------------- | ---------------------- | ------------------------------------------ | --------------------- | ----------------------- | ---------------------- |
| 0   | Un vendredi         | bissextile DC          | Le 10 juin                                 | Le lundi 7 juin       | Le dimanche 13 juin     | 2032                   |
| 1   | Un jeudi            | D ou ED                | Le 11 juin                                 | Le lundi 8 juin       | Le dimanche 14 juin     | 2009                   |
| 2   | Un mercredi         | E ou FE                | Le 12 juin                                 | Le lundi 9 juin       | Le dimanche 15 juin     | 2014                   |
| 3   | Un mardi            | F ou GF                | Le 13 juin                                 | Le lundi 10 juin      | Le dimanche 16 juin     | 2013                   |
| 4   | Un lundi            | G ou AG                | Le 14 juin                                 | Le lundi 11 juin      | Le dimanche 17 juin     | 2018                   |
| 5   | Un dimanche         | A ou BA                | Le 15 juin                                 | Le lundi 12 juin      | Le dimanche 18 juin     | 2017                   |
| 6   | Un samedi           | B ou CB                | Le 16 juin                                 | Le lundi 13 juin      | Le dimanche 19 juin     | 2011                   |
| 7   | Un vendredi         | C                      | Le 17 juin                                 | Le lundi 14 juin      | Le dimanche 20 juin     | 2010                   |

1. 1 2 3  Dans ce cas, l'année compte une semaine 53.